# Lyon Playfair, 1:e baron Playfair
Lyon Playfair, 1:e baron Playfair, född den 21 maj 1818 i Bengalen, död den 29 maj 1898 i London, var en skotsk vetenskapsman och statsman. Han var sonson till James Playfair och brorson till Hugh Lyon Playfair.
Playfair studerade kemi under Thomas Graham i London och Justus von Liebig i Giessen samt innehade som kemist flera olika anställningar, sist en professur i Edinburgh (1858–1869). År 1848 invaldes han som Fellow of the Royal Society och 1859 som Fellow of the Royal Society of Edinburgh. Playfair utövade därjämte maktpåliggande funktioner vid världsutställningarna i London 1851 och 1862 och i Paris 1878 samt var ledamot i flera kommittéer, som hade till uppgift undersökning av viktiga tekniska och administrativa frågor. Åren 1868–1892 var han med prononcerat liberala åsikter medlem av underhuset, där han 1880–1883 fungerade som vice talman ("chairman of committees"), en genom den då som häftigast pågående irländska obstruktionen synnerligen maktpåliggande post. Åren 1873–1874 var han chef för postväsendet i Gladstones rekonstruerade ministär och blev 1873 medlem av Privy council. År 1886 satt han i Gladstones tredje ministär som "vice president of the council" (undervisningsminister). Playfair blev 1892 upphöjd till peer (baron Playfair av Saint Andrews) och utnämndes samma år till kammarherre ("lord-in-waiting") hos drottning Viktoria. Han skrev en mängd essayer i naturvetenskapliga och sociala ämnen samt utgav 1889 ett urval av dem under titeln Subjects of social welfare.